# La Maison française (université de New York)
Pour les articles homonymes, voir La Maison française.
 (décembre 2016).
Si vous disposez d'ouvrages ou d'articles de référence ou si vous connaissez des sites web de qualité traitant du thème abordé ici, merci de compléter l'article en donnant les références utiles à sa vérifiabilité et en les liant à la section « Notes et références ».
La Maison Française de New York University est une institution qui met en valeur la culture française et francophone. Située dans le quartier historique de Washington Mews, au cœur de Greenwich Village, La Maison est immergée dans le pôle artistique et intellectuel du centre de New York. Depuis sa création, elle fait entendre les voix diverses de la France et du monde francophone dans les arts, la littérature, la philosophie, le théâtre, la poésie, la musique, le cinéma et, plus récemment, la géopolitique, l'économie et les droits de l’homme.

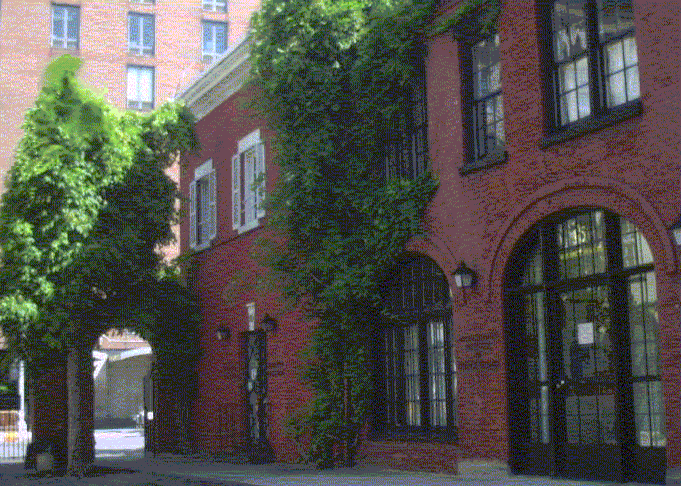
La Maison française

La Maison Française de NYU propose un calendrier inclusif de cours, conférences, colloques, concerts, projections, expositions et festivals ouverts à la communauté universitaire et au grand public. La Maison Française de NYU est reconnue comme Centre d'Excellence par l'Ambassade de France aux États-Unis.

## Bâtiment
Fondée en 1957 par le professeur Germaine Brée, La Maison Française occupe une bâtisse du XIXe siècle sur l'historique https://greenwichvillage.nyc/places/washington-mews/. À l’intérieur, le salon du rez-de-chaussée est un espace intime et polyvalent pouvant accueillir jusqu’à cent personnes. Située au deuxième étage, la salle de lecture Tom Bishop (1929-2022) rend hommage au directeur de longue date de La Maison. Elle constitue un lieu de rencontre informel pour les étudiants, les universitaires invités et l'Association des étudiants diplômés de NYU. La Maison Française abrite également un piano historique sur lequel ont notamment joué Francis Poulenc et Nadia Boulanger.

## Histoire
Au cours de son histoire, La Maison Française a accueilli des milliers de sommités littéraires, artistiques et intellectuelles. Elle a reçu notamment les auteurs du Nouveau Roman comme Alain Robbe-Grillet et Nathalie Sarraute, Jean Genet, Roland Barthes, Jacques Derrida, Hélène Cixous, Dany Laferrière, et plus récemment Mohamed Mbougar Sarr, lauréat du prix Goncourt (2021), Marie Ndiaye, et le dramaturge Wajdi Mouawad. Parmi les colloques récents figurent : la série Paix et guerre entre les nations, le forum Antisémitisme et islamophobie: anatomie de la haine et le symposium Are There Limits to AI ?

## Direction
Le directeur de La Maison Française depuis 2019 est le philosophe, écrivain et professeur François Noudelmann. Le président de son Conseil Consultatif est le professeur d'économie, essayiste et éditeur Guy Sorman.

## La programmation
La Maison Française concentre sa programmation sur trois domaines : la culture (littérature, théâtre, art, musique et cinéma), la politique contemporaine (géopolitique, économie, droits de l'homme, race et genre) et le monde francophone (présentant la diversité des cultures réunies par la langue française). Elle organise également des cours de langue et de musique pour adultes et enfants. Elle tient un gala annuel dont les personnalités d'honneur ont été, entre autres, Robert Badinter, Jean-Louis Barrault, Christo et Jeanne Claude, Jack Lang, Louise Bourgeois, Bernard-Henri Lévy, Edgar Morin, Elie Wiesel, Jean Nouvel et, récemment, Agnès b., Louise Mushikiwabo et Jacques Schwarz-Bart. La Maison Française de NYU est étroitement affiliée au Department of French Literature, Thought and Culture de NYU ainsi qu'à l'Institute of French Studies de NYU. Elle dispose d'une large présence en ligne, notamment sur Facebook, Instagram, LinkedIn, X et YouTube.